# Old Patent Office Building

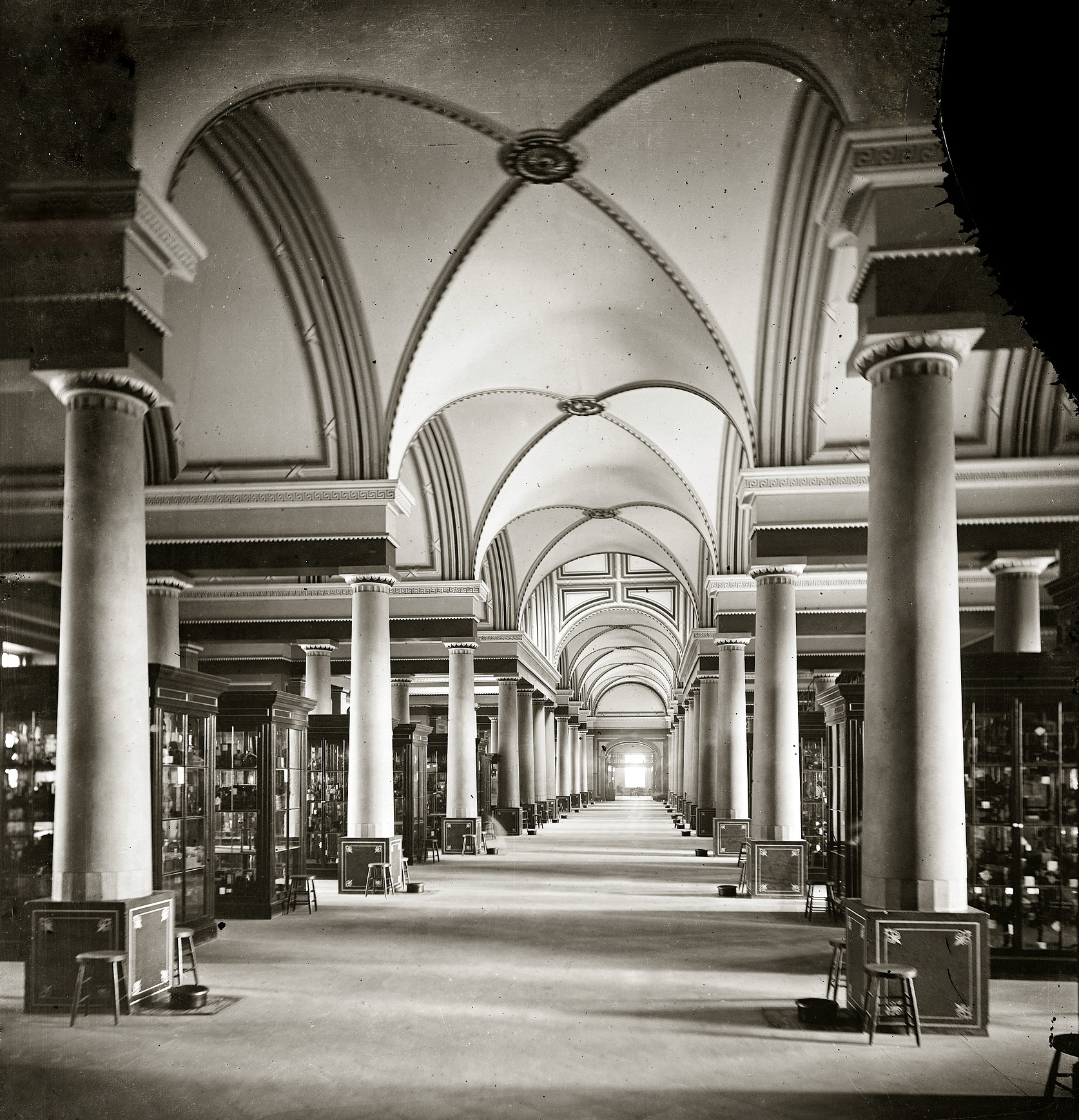
Innenansicht mit Modellen 1877

Das Old Patent Office Building (deutsch Altes Patentamtsgebäude) ist ein Gebäude in Washington, D.C. Das Gebäude beherbergte von seiner Fertigstellung 1865 bis 1932 das amerikanische Patentamt, danach bis zum Zweiten Weltkrieg die Civil service commission. Erst ein Machtwort Präsident Dwight D. Eisenhowers konnte es 1958 vor dem Abriss retten, mittlerweile sind in dem Gebäude die National Portrait Gallery und das Smithsonian American Art Museum eingezogen.
Das Gebäude liegt in der Chinatown-Nachbarschaft in Washington, etwa auf halber Strecke zwischen dem Kapitol und dem Weißen Haus. Das Gebäude nimmt einen ganzen Block zwischen F und G Streets sowie der 7. und der 9. Straße NW ein. Ursprünglich sah das amerikanische Patentgesetz vor, dass zu jeder patentierten Erfindung ein Modell eingereicht werden musste, das Große Gebäude sollte dazu dienen, alle Modelle zu beherbergen.
Der Bau begann 1832 unter Robert Mills, der einen mutigen Entwurf mit weiten Bögen und Hallen aus Stein vorsah. Nach Auseinandersetzungen im Kongress, gelang es Mills’ Rivalen Thomas Ustick Walter 1851 die Ausführung zu übernehmen und weitere stützende Strukturen aus Holz einzubauen. Das Old Patent Office ist eines der größten Bundesgebäude des 19. Jahrhunderts im Stil des Greek Revival. 1877 brannte der Westflügel ab, dabei zerstörte das Feuer etwa 87.000 Modelle von Patenten.
Am 12. Januar 1965 wurde das Old Patent Office Building ein National Historic Landmark. Im Oktober folgte der Eintrag des Gebäudes in das National Register of Historic Places.  Seit 1968 beherbergte das Gebäude zwei Institute des Smithsonian Institute. Das American Art Museum befindet sich im Nordteil des Gebäudes, die National Portrait Gallery im Süden. Die letzten umfangreichen Um- und Anbauarbeiten fanden in den Jahren 2006/2007 statt.